# Martha and the Vandellas
Martha and the Vandellas (i perioden 1967 til 1972 Martha Reeves and the Vandellas) var en af de mest succesrige grupper blandt pladeselskabet Motown Records mange artister i perioden 1963–1967. I modsætning til andre Motown-grupper som eksempelvis The Supremes og The Marvelettes var Martha and the Vandellas kendt for en mere aggressiv rhythm and blues-lyd, der blandt andet fandt udtryk i sangene "(Love Is Like a) Heat Wave", "Jimmy Mack" og i gruppens signatursagn "Dancing in the Street". Gruppen indspillede inden for genrene doo-wop, R&B, pop, blues, rock og soul.
Gruppen opnåede i perioden fra 1963 til 1972 26 hits, hvoraf de 10 nåede op på Top 10 på Billboards R&B singlehitliste, heraf to førstepladser. Tolv sange nåede Top 40 på Billboard Hot 100, heraf seks i Top 10, bl.a. "Dancing in the Street," "Heat Wave," "Nowhere to Run" and "Jimmy Mack."

## Historie

### De første år (1957–1962)
De to teenagere Rosalind Ashford og Annette Beard mødte hinanden, da en lokal musikmanager hyrede de to piger til en pigegruppe, som han kaldte "The Del-Phis". Ashford og Beard sammen med gruppens forsanger Gloria Williams optrådte på lokale klubber, private arrangementer, skoler m.v. En af gruppens første professionelle optrædener var at synge baggrundskor for sangeren Mike Hanks. Gruppen havde oprindelige seks medlemmer, men blev skåret ned til fire. Da et yderligere medlem forlod gruppen i 1960 blev hun erstattet af sangerinden Martha Reeves, der havde været medlem af en rivaliserende gruppe, The Fascinations og af gruppen The Sabre-Ettes. Gruppen indgik deres første pladekontrakt i 1960, da de skrev kontrakt med Checker Records, der udgav siglen "I'll Let You Know" med Reeves som forsanger. Singlen floppede. Gruppen indspillede herefter en anden single på Checkmate Records (et datterselskab til Chess Records), den første indspilning af "There He Is (At My Door)" med Williams som forsanger. Den anden single blev også et flop.
Reeves var skuffet over den manglende succes og forsøgte i stedet kortvarigt at gå tilbage til en solokarriere med det mål at opnå pladekontrakt med det fremadstormende pladeselskab i Detroit, Motown Records. Talentspejderen Mickey Stevenson fra Motown så Reeves ved en optræden på en klub i Detroit, og tilbød hende at komme til en audition. Reeves dukkede imidlertid op på Motown på den forkerte dato, og den planlagte audition blev ikke til noget. Stevenson bad i stedet Reeves om at hjælpe til med diverse småopgaver for ham, og Reeves endte med at blive Stenvensons assistent, og havde ansvar for at afvikle auditions for Motown. I 1961 var Reeves tilbage i gruppen, der havde skiftet navn til The Vels, og som nu medvirkede med at synge baggrundsvokal for andre Motown-artister, herunder for Sandra Edwards (dengang Sandra Maulett) på sangen "Camel Walk" fra 1962 og samme år på Marvin Gayes første hitsingle "Stubborn Kind of Fellow".
The Vels fik muligheden for lidt studietid, da sangerinden Mary Wells med kort varsel måtte aflyse en planlagt indspilningsdag på grund af sygdom. The Vels fik lov til at bruge studiet i stedet for og indspillede en demo af "I'll Have to Let Him Go". Motown var så imponeret af gruppens vokaler – og Reeves evner som forsanger – at Motowns stifter og direkør Berry Gordy tilbød pigerne en pladekontrakt. Gloria Williams var dog ikke tiltrukket af et liv i show business og gik derfor ud af gruppen, der fortsatte som en trio med Ashford, Beard og Reeves, der herefter ændrede gruppens navn til Martha and the Vandellas. Navnet "Vandella" var en kombination af to ting – Reeves boede i gaden Van Dyke i Detroit og Reeves var fan af sangerinden Della Reese. Gruppen indgik kontrakt med Motown den 21. september 1962.

### Succes på Motown (1962–1967)
Efter at have skrevet kontrakt med Motwon i 1962 opnåede gruppen et hit med deres anden udgivelse "Come and Get These Memories". Sangen var den første sang skrevet af sangskriver- og produktionsteamet Holland-Dozier-Holland og opnåede en plads som nr. 29 på Billboard Hot 100 og en sjetteplads på Billboards R&B hitliste. Gruppens næste single "(Love Is Like a) Heat Wave" fra 1963 var også skrevet af Holland-Dozier-Holland. Sangen blev et kæmpehit for gruppen og for Motown. Den nåede nr. 4 på Billboard hot 100 og lå nr. 1 på R&B-listen i fem uger. Sangen blev gruppens første millionsælgende single og skaffede gruppen dens eneste nominering til en Grammy Award for "Best R&B Vocal Performance by a Duo or Group".
Gruppens succes fortsatte med hitsinglen "Quicksand" (også skrevet af Holland-Dozier-Holland), men Annette Beard var blevet gravid og skulle giftes, og hun besluttede sig derfor i 1964 at opgive sin karriere i gruppen. Beard blev erstattet af Betty Kelly, der tidligere havde sunget i The Velvelettes. De to næste singler, "Live Wire" og "In My Lonely Room" var mindre succesfulde.
Den 31. juli 1964 udsendte gruppen singlen "Dancing in the Street", der blev gruppens største hit. Singlen blev nr. 2 på Billboard Hot 100 og blev tillige en international succes med en plads som nr. 21 på UK Singles Chart. Sangen blev endvidere genudsendt i 1969, hvor den opnåede stor spilletid på radiostationerne, ligesom den igen hittede i England, hvor den opnåede en fjerdeplads på hitlisterne. Singlen solgte i millionoplag, og er en af de mest spillede sange gennem tiderne.
I tiden mellem 1964 og 1967 udgav Martha and the Vandellas singlerne "Wild One" (US #34), "Nowhere to Run" (US #8; UK #26), "You've Been in Love Too Long" (US #36), "My Baby Loves Me" (US #22; R&B #3), "I'm Ready for Love" (US #9; R&B #2; UK #29) og "Jimmy Mack" (US #10; R&B #1; UK #21), der etablerede the Vandellas som en af Motown mest betydningsfulde grupper. Gruppen optrådte på en række populære tv-shows, bl.a. The Ed Sullivan Show, The Mike Douglas Show, American Bandstand og Shindig!.

### Udskiftninger og uro
I tiden omkring 1967 opstod en række uenigheder blandt personerne, der var involveret i det indtil da succesfulde Motown. Reeves' mentor William "Mickey" Stevenson forlod Motown i 1967 og året efter forlod også Holland-Dozier-Holland selskabet. På trods af disse udskiftninger formåede the Vandellas dog at holde fast i succesen med singler "Love Bug Leave My Heart Alone" (US #25; R&B #14) and "Honey Chile" (US #11; UK #30; R&B #5), der var produceret af Richard Morris. I sommeren 1968 optrådte gruppen med The Supremes, The Temptations, The Four Tops og Marvin Gaye på natklubben Copacabana i New York, men optagelserne til et livealbum blev dog gemt og aldrig udgivet.
Ændringerne på Motown begyndte dog at vise sig, og Berry Gordy fokuserede på The Supremes og på planlægningen af Diana Ross' solokarriere. Gordy havde et forhold til Ross, og fik også et barn med hende. Det musikalske udtryk for the Vandellas led skade af dette, og gruppen måtte som en række øvrige Motown artister (bortset fra Marvin Gaye, The Temptations og Stevie Wonder) konstatere, at publikums smag havde ændret sig mod afslutningen af 1960'erne.
Udover problemerne på Motown var der også interne problemer i gruppen. Betty Kelly blev smidt ud af gruppen, da hun var udeblevet fra shows og på grund af gentagne skænderier med Reeves, nogle af disse mens gruppen stod på scenen. Kelly blev fyret i 1968 og blev udskiftet med Martha Reeves' søster Lois. Samtidig blev gruppens navn officielt ændret til Martha Reeves and the Vandellas hvilket stemte overens med tilsvarende navneændringer hos Motown-grupperne The Supremes og The Miracles, der også fik indføjet navnet på forsangeren. I denne periode indspillede Vandellas "(We've Got) Honey Love" og "Sweet Darlin'" samt "Taking My Love and Leaving Me", der blev udsendt uden medvirken fra Martha Reeves.

### De sidste år (1969–1972)
Reeves var kortvarigt ude af gruppen omkring 1968/69 grundet sygdom, men vendte tilbage til gruppen igen. Ashford blev udskiftet med et andet tidligere medlem af The Velvelettes, Sandra Tilley, og gruppen fortsatte med at udgive albums og singler, der dog ikke havde den samme appel til publikum som i gruppens storhedstid i 1960'erne. De fik et mindre hit med "I Can't Dance to That Music You're Playing", og udsendte i 1970 den kontroversielle anti-krigssang "I Should Be Proud", der også blev et mindre hit på R&B-hitlisterne. Sangen var den første protestsang, som Motown udsendte, men singlen fik ikke sat gruppens karriere på et nyt spor, og radiostationerne begyndte i stedet at spille singlens B-side "Love, Guess Who", der blev mere populær.
I 1971 opnåede gruppen yderligere et mindre hit med "Bless You", der var produceret af Jackson 5's producere The Corporation. Sangen nåede nr. 53 på Billboard pophitliste, som var det højeste gruppen nåede i 1970'erne, og nr. 29. på R&B-hitlisten. "Bless You" var det første hit i Storbritannien siden "Forget Me Not", og opnåede en plads som nr. 33 på hitlisterne der. efter yderligere to mindre R&B-hits ("In and Out of My Life" (#22 US R&B) og et Marvin Gaye cover, "Tear It On Down" (#37 US R&B)) blev gruppen opløst efter en afskedskoncert afholdt i Detroit's Cobo Hall den 21. december 1972.
Året efter meddelte Reeves, at hun ville starte en solokarriere. På dette tidspunkt har Motown meddelt, at man flyttede aktiviteterne til Los Angeles, og da Reeves ikke ønskede at flytte fra Detroit forhandlede hun sig fri af sin kontrakt med Motown, og indgik i stedet kontrakt med pladeselskabet MCA i 1974, hvor hun udgav det kritikerroste album Martha Reeves. På trods af den positive modtagelse af albummet fra anmelderne opnåede albummet beskedne salgstal. Martha Reeves havde i denne periode hvad hun kaldte en "rock & roll livsstil", men i 1977 kom hun ud af afhængighed af piller og alkohol, og blev en "genfødt kristen".

## Epilog
Efter opløsningen af the Vandellas skiftede Lois Reeves til gruppen Quiet Elegance og medvirkede med baggrundsvokal på indspilninger med Al Green. Sandra Tilley trak sig tilbage fra show business i slutningen af 1970'erne og døde pludselig i 1981 i en alder af 39 år af en hjernetumor. Det oprindelige medlem Gloria Williams, der stoppede sin karriere da hun forlod gruppen, døde i 2000. Martha Reeves og de oprindelige medlemmer af the Vandellas Rosalin Ashford and Annette Beard-Sterling optrådte i 1978 sammen ved en velgørenhedskoncert i Los Angeles for skuespilleren Will Geer. Reeves sagsøgte med succes Motown Records i 1983 med krav om yderlige royalties, og som et resultat af retssagen accepterede Motown fremover at kreditere gruppens udgivelser Martha Reeves and the Vandellas. Samme år optrådte Reeves solo i tv-dokumentaren Motown 25, hvilket sammen med udgivelsen af en række af Motowns hitsingler, herunder "Dancing in the Streets", på soundtracket til filmen The Big Chill gav Reeves og the Vandellas et nyt publikum. I 1989 stævnede de oprindelige medlemmer Rosalind Ashford og Annette Beard også Motown med krav om yderligere royalties. Under denne proces blev den originale trio inspireret til en gendannelse både på scenen og i studiet. De blev tilbudt en pladekontrakt med Bob Dylan på Motorcity Records og udgav gruppens første single 17 år efter opløsningen med "Step Into My Shoes". Ashford og Beard fortsatte med at optræde med andre sangere og Reeves sang med sine søstre Lois og Delphine, ofte som soloartist under navnet Martha Reeves of Martha Reeves and the Vandellas, som hun stadig optræder med under koncerter i og udenfor USA. I perioden fra 2005 til 2009 sad Reeves i Detroits byråd.

## Priser og hædersbevisninger
Gruppen blev nomineret til en Grammy Award "Best R&B Vocal Performance by a Duo or Group" for "(Love Is Like A) Heat Wave", i 1964, men blev ikke tildelt prisen. Ej heller "Dancing in the Street" opnåede en Grammy, men sangen medførte dog, at Martha and the Vandellas blev inkluderet i Grammy Hall of Fame i 1999. I 1993 modtog gruppen den såkaldte "Pioneer Award" uddelt af Rhythm & Blues Foundation. Bortset fra Gloria Williamson, der "kun" var med i The Del-Phis, blev alle gruppen tidligere medlemmer optaget i Rock and Roll Hall of Fame i 1995, og gruppen blev således den anden rene pigegruppe, der blev optaget Gruppen blev optaget i Vocal Group Hall of Fame in 2003. To af gruppens singler, ("(Love Is Like a) Heat Wave" og "Dancing in the Street") blev optaget på Rock and Roll Hall of Fames liste over de 500 sange, der skabte rock & roll. "Dancing in the Street" blev i 2006 optaget i det amerikanske nationale lydarkiv, National Recording Registry, grundet sangens "historiske, kunstneriske og kulturelle betydning".
I 2004 medtog Rolling Stone Magazine gruppen som nr. 96 på listen over de 100 største artister, men på en senere udgave af listen var gruppen gledet ud.

## Gruppens indflydelse
Gruppens udgivelser i begyndelsen og midten af 1960'erne, med "Dancing in the Street" som det oplagte eksempel, har opnået stor betydning for eftertiden og indgår i amerikansk kultur. Sangen er indspillet af en række artister, og er ligeledes fremført live af en lang række bands, herunder Grateful Dead, der har spilet sangen ved flere hundrede koncerter. Sangen er udgivet på et livealbum af Van Halen, og blev også fremført af David Bowie og Mick Jagger ved den verdensomspændende Live Aid koncert i 1985 for anslået 1,6 milliarder seere, og sangen anses som Motowns signatursang. En anden udgivelse, singlen "Nowhere to Run" har været spillet på amerikanske stadions siden 1967 til sportsbegivenheder. Hittet fra 1963, "(Love Is Like a) Heat Wave", betragtes som den første sang, der definerede den særlige "Motown sound".

## Lineups
| 1960–1961 - Martha Reeves - Rosalind Ashford+ - Annette Beard+ - Gloria Williams+ | 1961–1962 - Martha Reeves - Rosalind Ashford - Annette Beard - Gloria Williams |

| 1962–1964 - Martha Reeves - Rosalind Ashford - Annette Beard 1964–1967 - Martha Reeves - Rosalind Ashford - Betty Kelly | 1967–1969 - Martha Reeves - Rosalind Ashford - Lois Reeves 1969–1972 - Martha Reeves - Sandra Tilley - Lois Reeves |

- + – Rosalind Ashford, Annette Beard og Gloria Williams var medlemmer af The Del-Phis tilbage til 1957. Martha Reeves kom først med i gruppen i 1960.

## Discografi
For en detailleret liste af gruppens album og singler, se Martha and the Vandellas' diskografi

## Eksterne links
- Biografi på allmusic.com
- Biografi på Roll Hall of Fame Arkiveret 26. september 2011 hos  Wayback Machine
- Biografi på Vocal Group Hall of Fame Page Arkiveret 1. februar 2013 hos  Wayback Machine
- Martha and the Vandellas på History of Rock
- The Original Vandellas, hjemmeside for Rosalind Ashford og Annette Sterling
- Martha and the Vandellas History, Charts and Songs Arkiveret 9. september 2011 hos  Wayback Machine